# Майна (Уляновска област)
Вижте пояснителната страница за други значения на Майна.
Майна (на руски: Майна) е селище от градски тип в Русия, административен център на Майнски район, Уляновска област. Населението му към 1 януари 2018 година е 6223 души.